# واسيج
كانت واسيج قرية بالقرب من فاراب في كازاخستان ومسقط رأس العالم الفارابي من آسيا الوسطى.